# Sainte-Marie-de-Ré
Sainte-Marie-de-Ré é uma comuna francesa localizada no departamento de Charente-Maritime na região administrativa da Nova Aquitânia, no sudoeste da França.